# Куршево (Смоленская область)
Куршево — деревня в Гагаринском районе Смоленской области России. Входит в состав Пречистенского сельского поселения. Население — 79 жителей (2007 год).
Расположена в северо-восточной части области в 15 км к северо-западу от Гагарина, в 24 км севернее автодороги М1 «Беларусь», на берегу реки Гжать. В 18 км юго-восточнее деревни расположена железнодорожная станция Гагарин на линии Москва — Минск.

## История
В селе находилась Церковь в честь Введения во храм Пресвятой Богородицы, деревянная, построенная в 1792 году на средства прихожан и жертвователей. В храме было два престола: холодный — в честь Введения во храм Пресвятой Богородицы, и теплый в приделе — преподобного Ефрема Сирина. Во время Отечественной войны 1812 года настоятелем храма был Исидор Павлович Лебедев, у которого в 1817 году родился будущий педагог Стефан Исидорович Лебедев.
Последним священником церкви был священномученик Фёдор Митрофанович Крюков, арестованный 25 августа 1937 года и расстрелянный 11 ноября 1937 года.
В годы Великой Отечественной войны деревня была оккупирована гитлеровскими войсками в октябре 1941 года, освобождена в марте 1943 года.
Во время войны сельский храм Введения Богородицы не пострадал, затем использовался как школа и в 50-е годы был разрушен, сохранился лишь фундамент. В настоящий момент на территории бывшей церкви существует стихийное кладбище.